# Phaoniella bifida
Phaoniella bifida är en tvåvingeart som beskrevs av Malloch 1938. Phaoniella bifida ingår i släktet Phaoniella och familjen parasitflugor. Inga underarter finns listade i Catalogue of Life.